# Hrabstwo Livingston (Illinois)

Piramida wieku hrabstwa

Hrabstwo Livingston – hrabstwo w USA, w stanie Illinois, według spisu z 2000 roku liczba ludności wynosiła 39 678. Siedzibą hrabstwa jest Pontiac.

## Geografia
Według spisu hrabstwo zajmuje powierzchnię 2708 km², z czego 2703 km² stanowią lądy, a 4 km² (0,16%) stanowią wody. Jest jednym z najmniejszych hrabstw w stanie Illinois.

### Sąsiednie hrabstwa
- Hrabstwo Grundy – północ
- Hrabstwo Kankakee – północny wschód
- Hrabstwo Ford – południowy wschód
- Hrabstwo McLean południowy zachód
- Hrabstwo Woodford – zachód
- Hrabstwo La Salle – północny zachód

Stan Illinois na mapie USA

## Historia
Hrabstwo Livingston zostało utworzone 27 lutego 1837 roku z terytorium trzech innych hrabstw: McLean, LaSalle i Iroquois. Swoją nazwę przybrało na cześć Edwarda Livingstona, polityka, burmistrza Nowego Jorku, reprezentanta tego miasta w Izbie Reprezentantów oraz stanu Luizjana w kongresie, a także sekretarza stanu prezydenta Andrew Jacksona.

### Rdzenna ludność hrabstwa
Z chwila gdy pierwsi biali osadnicy wkroczyli na ziemie obecnego hrabstwa, tereny te zamieszkiwali Indianie Kickapoo i Pottawatomie. Plemiona te, owe tereny zdobyły siłą w drodze wcześniejszych walk. Trzy plemiona Kickapoo, Pottawatomies i Miamis starły się z Indianami Illini na terytorium dzisiejszego hrabstwa La Salle koło Starved Rock, w 1774 roku. Illini tę walkę przegrali i terytoria zostały podzielone pomiędzy zwycięzców. Następnie plemiona Kickapoos i Pottawatomies zawiązały pakt i wypowiedziały wojnę plemionom Miamis. Rozstrzygającą bitwę stoczono nad brzegiem potoku Sugar, gdzie po obu stronach zgromadzono po trzystu wojowników. Walka wręcz trwała całą dobę, aż na polu bitwy pozostało jedynie dwunastu: pięciu Miamis i siedmiu Kickapoos i Pottawatomies. Indianie Miamis odeszli na wschód rzeki Wabash zostawiając tereny dwóm zwycięskim plemionom.
Indianie Kickapoos i Pottawatomies podzielili teren. Pottawatomies zajęli rejony w pobliżu rzeki Fox a Kickapoos założyli osadę w centralnej części potoku Salt, gdzie obecnie znajduje się miasteczko LeRoy. Pottawatomies często odwiedzali rzeczkę Rook's, gdzie polowali oraz obozowali w okolicach rzeki Vermillion, w okręgu Newtown. Granice terytorialne plemion były jednakże szanowane.
Na wiosnę 1828 roku, Indianie Kickapoos wyruszyli do obecnych ziem hrabstwa Livingston. Po wschodniej stronie Indian Grove, założyli swoją wioskę. W 1830 przenieśli się nad Oliver’s Grove, wówczas znanego jako Kickapoo Grove, gdzie wznieśli duży budynek główny a wokół niego rozstawili dziewięćdziesiąt siedem wigwamów i kilka małych obozowisk. Kickapoos pozostali w tym miejscu aż do września 1832 roku, kiedy rząd USA zabrał im ziemie i usunął ich na ziemie na zachód od  miasta St. Louis.

### Pierwsi osadnicy
Pierwszymi białymi osadnikami byli Valentine M. Darnell, Frederick Rook i Isaac Jordan, którzy osiedlili się na terenie obecnie objętym przez hrabstwo Livingston. Przybyli oni w 1829 roku i osiedli się w późniejszych okręgach Belle Prairie, Avoca i Rook’s Creek. Darnell zajął chatę w południowej części Indian Grove zaraz po tym jak Indianie Kickapoo wyprowadzili się z tych terenów. Frederick Rook osiedlił się pięć mil na zachód od Pontiac, na zatoczka noszącą dziś jego imię. Ci trzej biali osadnicy byli jedynymi świadkami wielkiego śniegu, który spadł na te tereny na przełomie zimy w 1830 – 1831 roku. Śnieg pokrył wówczas tereny na grubość, czterech stup a następnie mróz i deszcz skuł powierzchnię lodem. Ten kataklizm spowodował wielkie zniszczenia na terytorium m.in. dzisiejszego hrabstwa Livingston.

## Demografia
Według spisu z 2000 roku hrabstwo zamieszkuje 39 678 osób, które tworzą 14 374 gospodarstw domowych oraz 9946 rodzin. Gęstość zaludnienia wynosi 15 osób/km². Na terenie hrabstwa jest 15 297 budynków mieszkalnych o częstości występowania wynoszącej 6 budynków/km². Hrabstwo zamieszkuje 92,32% ludności białej, 5,17% ludności czarnej, 0,17% rdzennych mieszkańców Ameryki, 0,31% Azjatów, 0,01% mieszkańców Pacyfiku, 1,22% ludności innej rasy oraz 0,80% ludności wywodzącej się z dwóch lub więcej ras, 2,66% ludności to Hiszpanie, Latynosi lub inni.
W hrabstwie znajduje się 14 374 gospodarstw domowych, w których 32,9% stanowią dzieci poniżej 18 roku życia mieszkający z rodzicami, 56,80% małżeństwa mieszkające wspólnie, 8,80% stanowią samotne matki oraz 30,8% to osoby nie posiadające rodziny. 26,80% wszystkich gospodarstw domowych składa się z jednej osoby oraz 12,50% żyje samotnie i ma powyżej 65 roku życia. Średnia wielkość gospodarstwa domowego wynosi 2,51 osoby, a rodziny wynosi 3,04 osoby.
Przedział wiekowy populacji hrabstwa kształtuje się następująco: 25,00% osób poniżej 18 roku życia, 8,2% pomiędzy 18 a 24 rokiem życia, 29,6% pomiędzy 25 a 44 rokiem życia, 21,9% pomiędzy 45 a 64 rokiem życia oraz 15,3% osób powyżej 65 roku życia. Średni wiek populacji wynosi 37 lat. Na każde 100 kobiet przypada 97,60 mężczyzn. Na każde 100 kobiet powyżej 18 roku życia przypada 95,5 mężczyzn.
Średni dochód dla gospodarstwa domowego wynosi 41 342 USD, a średni dochód dla rodziny wynosi 47 958 dolarów. Mężczyźni osiągają średni dochód w wysokości 36 414 dolarów, a kobiety 23 479 dolarów. Średni dochód na osobę w hrabstwie wynosi 18 347 dolarów. Około 5,80% rodzin oraz 8,2% ludności żyje poniżej minimum socjalnego, z tego 9,9% poniżej 18 roku życia oraz 8,5% powyżej 65 roku życia.

## Miasta
- Chatsworth
- Fairbury
- Pontiac

## Wioski
- Campus
- Cornell
- Cullom
- Dwight
- Emington
- Flanagan
- Forrest
- Long Point
- Odell
- Saunemin
- Strawn